# Jiuhua (köpinghuvudort i Kina, Jiangsu Sheng, lat 32,14, long 120,65)
Jiuhua är en köpinghuvudort i Kina. Den ligger i provinsen Jiangsu, i den östra delen av landet, omkring 170 kilometer öster om provinshuvudstaden Nanjing. Antalet invånare är 59 036. Befolkningen består av 32 831 kvinnor och 26 205 män. Barn under 15 år utgör 12,0 %, vuxna 15-64 år 68 %, och äldre över 65 år 18,0 %.
Runt Jiuhua är det mycket tätbefolkat, med 3 022 invånare per kvadratkilometer. Närmaste större samhälle är Jinfeng, 19,5 km söder om Jiuhua. Trakten runt Jiuhua består till största delen av jordbruksmark.
Genomsnittlig årsnederbörd är 1 284 millimeter. Den regnigaste månaden är juli, med i genomsnitt 239 mm nederbörd, och den torraste är januari, med 34 mm nederbörd.